# Селим I
Сели́м I Яву́з («Гро́зный») (осман. سليم اول‎ / Selîm-i evvel, тур. Birinci Selim, осман. یاووز سلطان سليم‎, тур. Yavuz Sultan Selim; 10 октября 1465 — 22 сентября 1520) — девятый султан Османской империи (1512—1520) и 88-й халиф c 1517 года. Под его началом велась активная захватническая политика, были присоединены Левант, Хиджаз, Тихама, Египет. В общей сложности Селим I увеличил размеры Османской империи на 70 %, и на момент его смерти её площадь составляла 1,494 млн км². В 1514 году после Чалдыранской битвы была временно захвачена столица сефевидской Персии — Тебриз.

## Биография

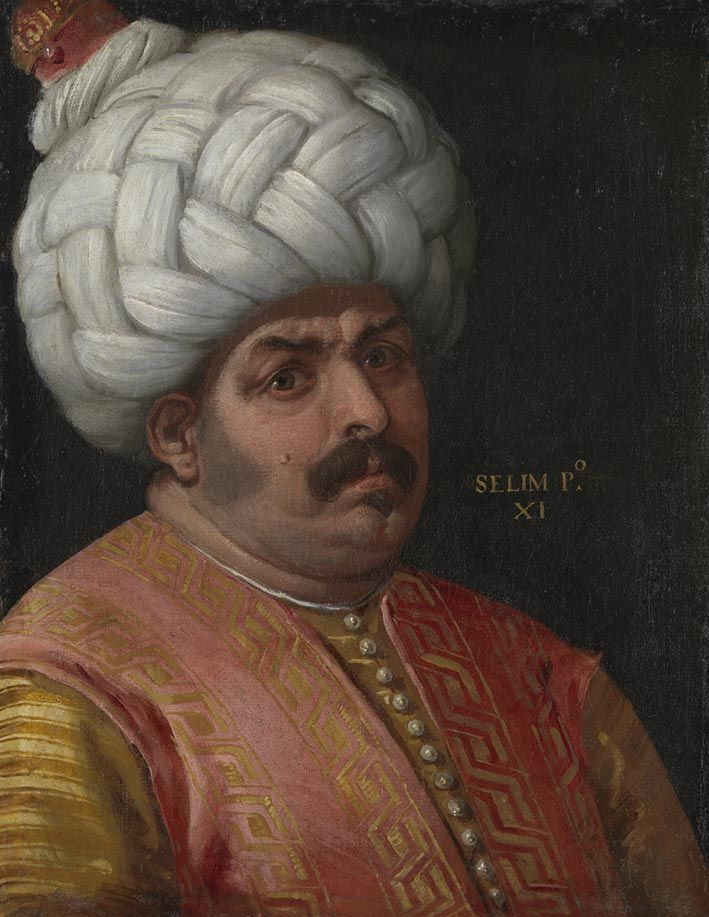
Паоло Веронезе, портрет султана Селима I, на голове — тюрбан, который завязан «турецким» узлом

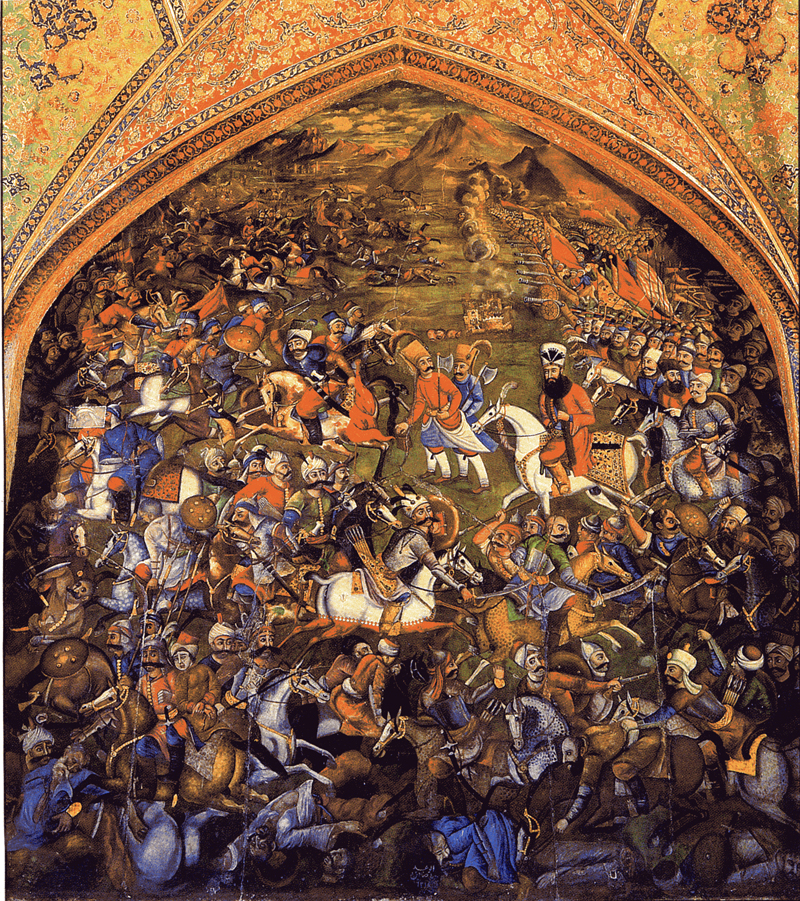
Селим при Чалдыране

Селим был сыном султана Баязида II. Он получил под управление Трабзон, а затем стал наместником османского султана на Балканах. Среди его братьев выжили лишь двое: Коркут правил Антальей, а Ахмет — Амасьей. Согласно обычаю, право на трон имел именно тот наследник, который первым достигнет Стамбула (Константинополя) сразу после смерти султана; в этом отношении Ахмету повезло больше всего, так как его санджак был ближе всего к столице. Хотя сын Селима Сулейман был назначен правителем Болу, маленького санджака ближе к Стамбулу, в связи с неприязнью Ахмета он был послан наместником в город Каффа (полуостров Крым). Селим попросил для себя санджак в Румелии (европейской части империи). Хотя сначала ему было отказано в этих землях, но в итоге он смог получить санджак в Семендире (современное Смедерево в Сербии), который, хотя и числился частью Румелии, но тем не менее находился довольно далеко от столицы.
Поскольку его отец, Баязид II, стал оказывать явное предпочтение своему второму сыну, шехзаде Ахмету, Селим испугался за своё будущее. Он взбунтовался во Фракии и во главе небольшого войска двинулся на Константинополь. Скорее всего, Селим надеялся на поддержку мятежников в столице, однако его расчёт не оправдался.
В состоявшемся в августе 1511 года сражении Баязид II, стоявший во главе огромной армии, легко одолел Селима, и тому пришлось бежать в Крымское ханство, где султану его было трудно достать. В Северном Причерноморье среди крымских татар беглец решил переждать трудное время и вновь начать борьбу за османский трон. Более того, шехзаде Селим заручился поддержкой Менгли-Гирея, который в то время был правителем Крымского ханства.
Однако султана терзали опасения, что Ахмет в свою очередь может убить его, чтобы получить трон, поэтому он отказал сыну в праве вступить в Стамбул. В итоге, 25 апреля 1512 года Баязид II принял довольно редкое среди монархов мира решение, он добровольно отрёкся от престола Блистательной Порты и ради спасения её от военных потрясений передал власть Селиму. Впрочем, по другим оценкам, он сделал это под непосредственным давлением янычар и изгнанного Селима.
Возвращение беглеца из Крыма в Константинополь больше напоминало военный триумф. Новый султан Селим I отплатил за великодушие отца тем, что приказал казнить всех родственников по мужской линии, которые могли бы претендовать на его султанский престол. За это он получил прозвище «Явуз», что в переводе с турецкого означало «злой, свирепый». Возможно, Селим приказал умертвить своего отца, высланного в ссылку и умершего 26 мая 1512 года в селении Бююкчекмедже, вблизи родового селения Дидимотика, недалеко от Адрианополя всего через месяц после отречения.
В правление Селима I началась большая полоса завоеваний, в известной степени подготовленная деятельностью его предшественников. Правители Восточной Европы боялись его, западные монархи на бумаге побеждали его и делили его владения. Однако при Селиме почти не велось войн против христиан. В этот период было очень велико могущество персидского шаха Исмаила I, овладевшего Ираном, Ираком, Афганистаном и Средней Азией, но Селим без колебаний решил помериться с ним силой, развязав затяжные турецко-персидские войны.
В 1513 году Селим устроил в Анатолии жестокую резню шиитов, истребив 40—45 тысяч человек в возрасте от 7 до 70 лет, вероятно, чтобы очистить от шиитов пограничные области (в целом 4/5 населения Малой Азии были шиитами и сочувствовали Сефевидам; в 1511 году они поднимали народное восстание под началом Шахкулу Текели).

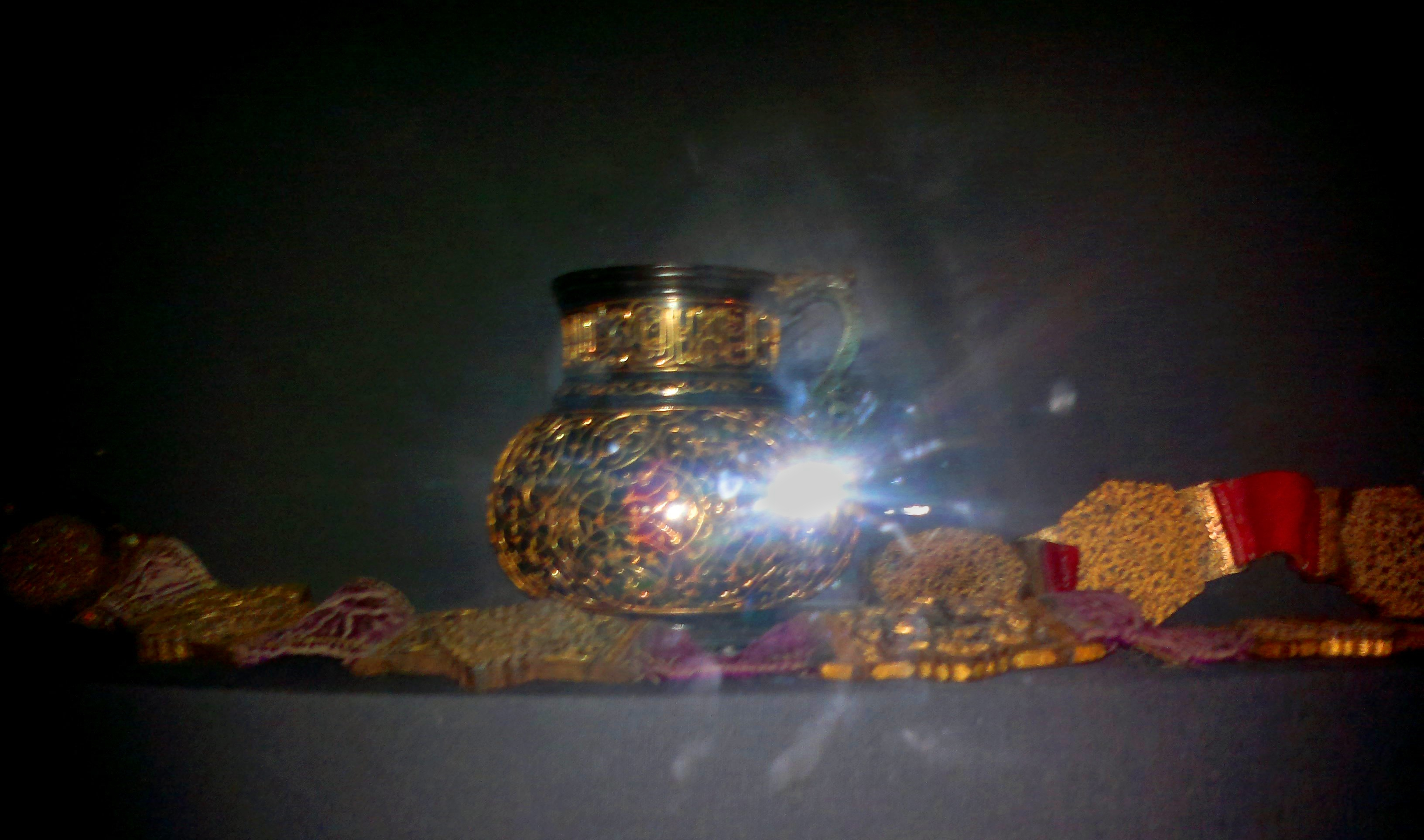
Личные вещи шаха Исмаила, захваченные Селимом во время Чалдыранской битвы. Музей Топкапы, Стамбул

В мае 1514 года армия Селима выступила в поход на восток, миновала Сивас, Эрзурум и вторглась во владения Исмаила; кызылбаши избегали боя, надеясь истощить войско противника, отступали вглубь страны, уничтожая всё, что могло пригодиться туркам. 23 августа 1514 года в битве при Чалдыране султан одержал победу над шахом (у Селима было 120—200 тысяч, у Исмаила 30—60 тысяч человек; турки имели перевес в огнестрельном оружии, у кызылбашей пехота и артиллерия практически отсутствовали).
Спустя 2 недели Селим вступил в столицу Сефевидов Тебриз; он пробыл здесь несколько дней, но янычары, боясь голодной зимы, потребовали вести их назад. Селим ушёл через Ереван, Карс, Эрзурум, Сивас и Амасью, захватив казну и гарем шаха, и уведя в Стамбул около тысячи искусных ремесленников. После Чалдырана туркам подчинились Диярбакыр, Битлис, Хасанкейф, Мийяфарикин, Неджти; но когда Селим ушёл, Исмаил покорил большую часть Юго-Восточной Анатолии и целый год осаждал турецкий гарнизон в Диярбакыре.
В 1515 году Селим I уничтожил династию Зу-ль-Гадиров, правившую в буферном государстве Эльбистан (Абулустейн), обезглавил султана Ала ад-Дина и начал готовить поход против Египта. Турки освободили от осады Диярбакыр и вновь разбили сефевидов в битве при Кочхисаре. Курд Идрис, за заслуги перед султаном получивший право завоевать Курдистан, взял после долгой осады Мардин, овладел Диярбакыром, Синджаром, покорил всю Месопотамию; Исмаил I до самой своей смерти не пытался взять реванш над турками.
Мамлюкский султан Кансух Гури пытался мешать покорению Курдистана; Селим I долго поддерживал в нём надежду на мирное разрешение конфликта, пока не подготовил удар. Ещё в июле 1516 году Каир посетило османское посольство, обсуждавшее закупку египетского сахара, а 5 августа турки вторглись во владения мамлюков.
24 августа 1516 года между турками и мамлюками произошла битва на равнине Мардж Дабик неподалёку от Халеба. Исход сражения снова решила турецкая артиллерия — лучшая в мире на тот период. Мамлюки презирали артиллерию, а конница мамлюков была гораздо лучше турецкой, но Селим укрыл свои пушки за связанными между собой повозками и деревянными баррикадами, и мамлюки были разбиты наголову. Потери турок составили 13 тысяч убитых и раненых, а потери мамлюков — 72 тысячи. Султан Гури погиб в битве, его преемником стал Ашраф Туман-бей, который продолжал войну.
29 августа 1516 года Селим принял титул «Служитель обоих священных городов», то есть Мекки и Медины, ещё подчинявшихся Египту. В сентябре турки без боя заняли Сирию, 9 октября вошли в Дамаск, к концу ноября турки завершили завоевание Палестины взятием Газы. Туман-бей собрал новую армию, разбитую 25 декабря 1516 года при Бейсане, в Палестине. Мамлюки убили послов Селима, что дало ему повод к мести.
Вступив в Египет в январе 1517 года, Селим артиллерией разрушил укрепления Каира и заставил Туман-бея бежать из города. Однако через несколько дней Туман-бей с небольшим отрядом ворвался в город ночью; на улицах произошла ожесточенная резня, в общем хаосе было перебито около 50 тысяч жителей Каира. После взятия Каира Селим I приказал обезглавить 800 мамлюкских беев. Туман-бей ещё 2 месяца пытался бороться с турками, он отступил в дельту Нила, где мог бы сопротивляться очень долго, с презрением отвергал сдачу (Селим думал сохранить ему жизнь и использовать его храбрость), но был выдан в результате измены египетских бедуинов, для которых мамлюки были чужаками и угнетателями, и 13 апреля 1517 года повешен под аркой ворот Каира.

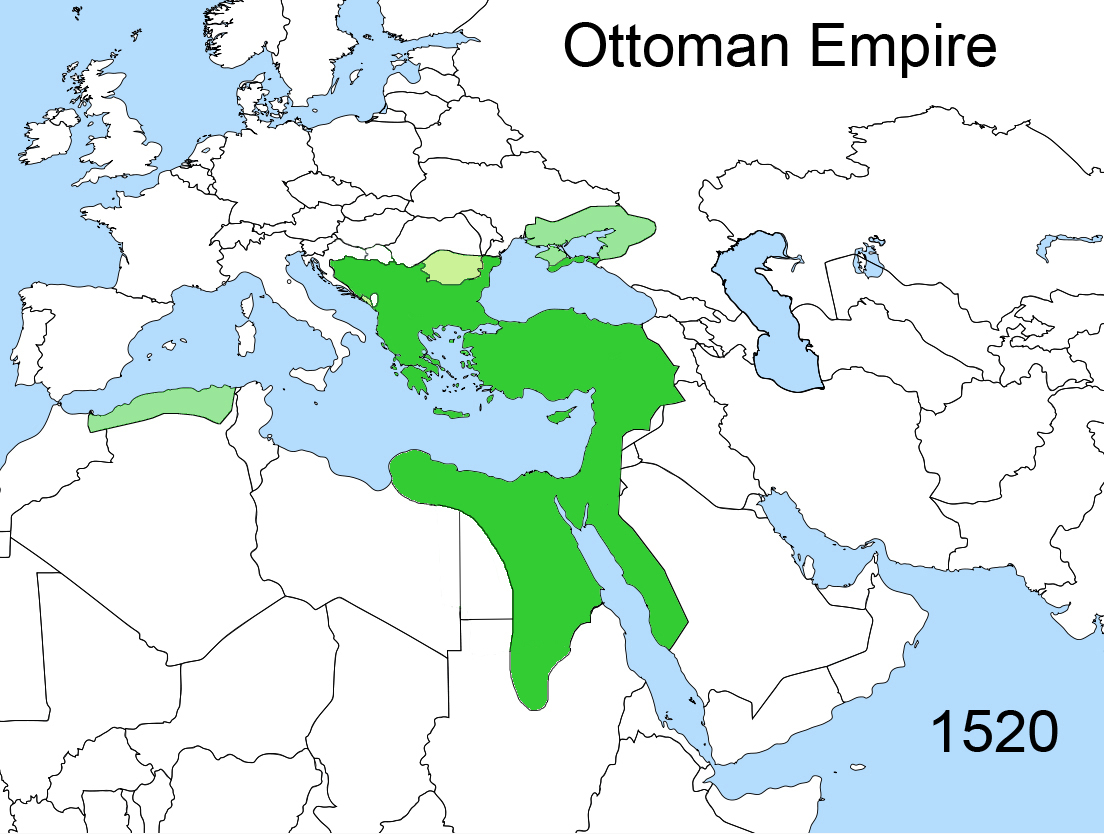
Османская империя в последний год царствования Селима I

В апреле 1517 году Селиму прислали ключи от Медины и Мекки, весь Хиджаз сделался османским владением. Венеция стала платить туркам дань за Кипр, которую прежде платила Египту, даже отряд мамлюков, покоривший Йемен незадолго до этого, подчинился султану. Таким образом, за четыре года Селим удвоил территорию Османской империи.
В 1518 году победоносный султан заключил мир с Венгрией, а в 1519 году его вассалом признал себя знаменитый впоследствии корсар Хайр-ад-Дин Барбаросса, только что овладевший городом Алжир. Правда, спустя год он потерял Алжир и несколько лет вёл борьбу за город и за господство над страной.
На Ближнем Востоке больше никто не осмеливался бросить вызов Селиму I, если не считать религиозных мятежей в Сирии и Анатолии в 1518—1519 годах, с которыми войска султана легко справились.
Селим Храбрый и Свирепый умер в возрасте 54 лет от скоротечной болезни (по официальной версии от сибирской язвы, хотя ряд историков предполагают рак, а некоторые — отравление) в городе Эдирне, готовя экспедиции на остров Родос и в Индию, он не успел осуществить многие свои планы. Его дело продолжил сын и наследник султана Сулейман, получивший в истории прозвище «Великолепный». Отец хорошо подготовил его к управлению страной и сильной армией. Хотя историки утверждают, что Селим Явуз отправил посланца с отравленным кафтаном в Манису, чтобы убить своего сына Сулеймана, когда тот управлял санджаком Сарухан.
У Селима также была жена Хафса-султан, которая оказывала значительную политическую помощь их сыну в первые годы после его восшествия на престол.

## Семья
Жёны и наложницы
- Айше-хатун — дочь крымского хана Менгли I Герая. Брак с Селимом заключён в 1511 году без согласия султана Баязида II; ранее была женой шехзаде Мехмеда — сына Баязида II, казнённого в 1507 году[7].
- Хафса-султан (ум. 19 марта 1534) — дочь Абдюлмуина[8].
- Таджлы-хатун — дочь Халефа, вали Багдада. Была женой шаха Исмаила, захвачена в плен после Чалдыранской битвы. В гареме Селима пробыла короткое время, затем была передана Таджизаде Джаферу-челеби[9].
- Неизвестная наложница — вскоре после рождения сына Увейса была выдана замуж за одного из государственных мужей[10].

Сыновья
- Абдулла (казнён 20 ноября 1514)
- Махмуд (казнён 20 ноября 1514)
- Мурад (казнён 20 ноября 1514)
- Сулейман I (6 ноября 1494 — 7 сентября 1566; мать — Хафса-султан[11])
- Увейс (ум. 1547; мать — неизвестная по имени наложница)

Дочери
- Фатьма-султан (ум. после 1553; мать — Хафса-султан[12]) — была замужем за великим визирем Кара Ахмедом-пашой (казнён 28 сентября 1555) и Хадым Ибрагимом-агой (ум. 1563)[8]. Также, Улучай называет первым мужем Фатьмы санджакбея Антакьи Мустафу-пашу[13].
- Хатидже-султан (ум. после 1536[14][15]; мать — Хафса-султан[12])
- Хафса-султан (ум. 10 июля 1538) — с 1511 года была замужем за великим визирем Дукагинзаде Ахмедом-пашой[16]; с 1522 года была замужем за Бошняк Мустафой-пашой (ум. 27 апреля 1529), сыном Искендера-паши. Во втором браке у Хафизе был сын Осман-паша (ум. 1568)[8].
- Бейхан-султан (ум. до 1559; мать — Хафса-султан[17]) — была замужем за Ферхадом-пашой (1485—1525)[17], который впоследствии стал третьим визирем во времена Пири-паши[18]. Алдерсон называет женой Ферхада Сельчук-султан[8]. После 1525 года вышла замуж за Мехмеда-пашу, от которого родила дочь Эсмехан Ханым-султан (была жива 1559 году)[17].
- Шах(хубан)-султан (ум. ок. 1572) — до 1530 года вышла замуж за Лютфи-пашу (ум. 28 марта 1564), с которым развелась из-за «его жестокости»[19]. От Лютфи у Шах была дочь Эсмехан[20].
- Дочь — была замужем за капуданом Искендером-пашой (казнён в 1525)[8].
- Дочь — с 1509 года была замужем за Шехит Мехмедом-пашой, от которого родила сына Османа. Алдерсон отмечает, что женой Шехита могла быть Хатидже[21].
- Дочь — была замужем за Мустафой-пашой (ум. в апреле 1529)[8].
- Дочь — была замужем за крымским ханом Саадетом I Гераем, от которого родила сына Ахмада[8].
- Дочь — имела дочь (ум. в июне 1597), которая была последовательно замужем за Коджа Синаном-пашой и Гюзельдже Махмудом-пашой[8].

## В культуре
Появляется в одной из финальных сцен игры Assassin's Creed: Revelations, где собственноручно сбрасывает в пропасть своего брата, шехзаде Ахмета.
В 1996—2003 годах выходил на экраны украинский сериал «Роксолана». Роль султана Селима исполнил Константин Степанков.
Появляется в воспоминаниях сына Сулеймана I в телесериале «Великолепный век». Роль султана исполнил турецкий актёр Мухаррем Гюльмез.
В скандальном арабском телесериале производства Эмиратов — «Царства огня» роль султана исполнил египетско-арабский актёр Мутазар Хишам.